# كشافة بنين
كشافة بنين هي المنظمة الكشفية الوطنية في بنين بدأت المنظمة الكشفية الوطنية في بنين عام 1930 وأصبحت عضوا في المنظمة العالمية للحركة الكشفية عام 1964 تحت اسم الإسابق داهومي. فرع مرشدات بنين هو عضو في الجمعية العالمية للمرشدات وفتيات الكشافة.
كشافة بنين شاركت في العديد من الأنشطة التعليمية ولديها 5259 عضوا اعتبارا من عام 2008.

## روابط خارجية
- الموقع الرسمي
 (بالفرنسية)